# Der Irland-Krimi
Der Irland-Krimi ist eine deutsche Kriminalfilmreihe mit Désirée Nosbusch als Polizeipsychologin Cathrin Blake in der Hauptrolle. Seit Oktober 2019 erfolgt die Ausstrahlung von zwei Episoden jährlich (mit Ausnahme im Jahr 2020) im Rahmen des „DonnerstagsKrimis im Ersten“. Die Idee zur Reihe, die vorwiegend an Schauplätzen in Galway gedreht, und von der good friends Filmproduktions GmbH im Auftrag der ARD Degeto für die ARD produziert wird, stammt von Marianne Wendt und Christian Schiller.

## Inhalt
Die deutschstämmige Polizistin Cathrin Blake verlor nach dem spurlosen Verschwinden ihres Ehemannes Liam den Halt und wurde alkohol- und medikamentenabhängig. Nachdem sie ihre Suchtkrankheit überwinden konnte, ist sie in ihren Beruf zurückgekehrt, allerdings nicht mehr bei der Polizei, sondern als Polizeipsychologin. Mittlerweile lebt sie bei ihrem Sohn Paul, der so wie sein Vater Polizist geworden ist.

## Besetzung
| Schauspieler     | Rollenname    | Beschreibung                      | Episoden | Zeitraum  |
| ---------------- | ------------- | --------------------------------- | -------- | --------- |
| Désirée Nosbusch | Cathrin Blake | Polizeipsychologin                | 1–       | seit 2019 |
| Declan Conlon    | Sean Kelly    | Superintendent                    | 1–       | seit 2019 |
| Rafael Gareisen  | Paul Blake    | Polizist, Sohn von Cathrin Blake  | 1–       | seit 2019 |
| Mercedes Müller  | Emma Walsh    | Polizistin                        | 1–6      | 2019–2022 |
| Roisin O’Donovan | Sarah Kelly   | Polizistin, Nichte von Sean Kelly | 6–       | seit 2022 |

## Episodenliste
| Nr. | Originaltitel                | Erstausstrahlung | Regie                 | Drehbuch                                          | Zuschauer             |
| --- | ---------------------------- | ---------------- | --------------------- | ------------------------------------------------- | --------------------- |
| 1   | Die Toten von Glenmore Abbey | 24. Okt. 2019    | Züli Aladağ           | Christian Schiller, Marianne Wendt                | 5,48 Mio. (18,6 % MA) |
| 2   | Mädchenjäger                 | 31. Okt. 2019    | Züli Aladağ           | Christian Schiller, Marianne Wendt                | 4,94 Mio. (17,2 % MA) |
| 3   | Das Verschwinden             | 25. März 2021    | Züli Aladağ           | Christian Schiller, Marianne Wendt                | 5,72 Mio. (17,5 % MA) |
| 4   | Vergebung                    | 1. Apr. 2021     | Züli Aladağ           | Christian Schiller, Marianne Wendt                | 3,92 Mio. (12,9 % MA) |
| 5   | Familienbande                | 29. Sept. 2022   | Matthias Tiefenbacher | Sebastian Andrae                                  | 5,68 Mio. (22,1 % MA) |
| 6   | Preis des Schweigens         | 6. Okt. 2022     | Alexander Dierbach    | Alexander Dierbach                                | 5,62 Mio. (22,2 % MA) |
| 7   | Blackout                     | 12. Okt. 2023    | Matthias Tiefenbacher | Elke Hauck, Sven S. Poser, Sebastian Andrae       | 6,19 Mio. (25,2 % MA) |
| 8   | Mond über Galway             | 19. Okt. 2023    | Matthias Tiefenbacher | Dagmar Gabler, Sebastian Andrae, Katja Kittendorf | 5,79 Mio. (23,0 % MA) |
| 9   | Gnadentod                    | 19. Sept. 2024   | Matthias Tiefenbacher | Katrin Bühlig                                     | 5,63 Mio. (25,1 % MA) |
| 10  | Zerrissene Seelen            | 26. Sept. 2024   | Matthias Tiefenbacher | Katrin Bühlig, Christoph Busche                   | 5,10 Mio. (21,8 % MA) |

## Kritik
„Bei seiner Inszenierung der beiden ‚Irland-Krimis‘ [...] hat er sich gemeinsam mit Kameramann Roland Stuprich offenbar an der schnörkellosen Art der BBC-Krimis orientiert. Die Bildgestaltung ist betont nüchtern, die Atmosphäre kühl, die Außenaufnahmen sind gern in Grau gehalten, was natürlich zur freudlosen Handlung passt; immerhin verströmen die Innenaufnahmen mitunter eine gewisse Heimeligkeit. Ein besonderes ästhetisches Stilmittel ist der Umgang mit der Schärfe: In bestimmten Einstellungen hat Stuprich dafür gesorgt, dass große Teile des Bildes unscharf sind, sodass der Blick automatisch auf ein bestimmtes Detail im Zentrum oder am Rande fokussiert wird; diese Szenen sind auch durch eine besondere Farbgebung geprägt. [...] Eine weitere Besonderheit ist das Alter der Hauptfigur: Für Schauspielerinnen ab fünfzig werden Hauptrollen in Fernsehfilmen immer rarer. Theoretisch hätte sich diese Geschichte auch mit einer jüngeren Protagonistin erzählen lassen; umso besser, dass sich die ARD-Tochter Degeto für eine Frau mit viel Lebenserfahrung entschieden hat.“